# Rhododendron searsiae
Rhododendron searsiae är en ljungväxtart som beskrevs av Alfred Rehder och Wilson. Rhododendron searsiae ingår i släktet rododendron, och familjen ljungväxter. Inga underarter finns listade i Catalogue of Life.

## Bildgalleri

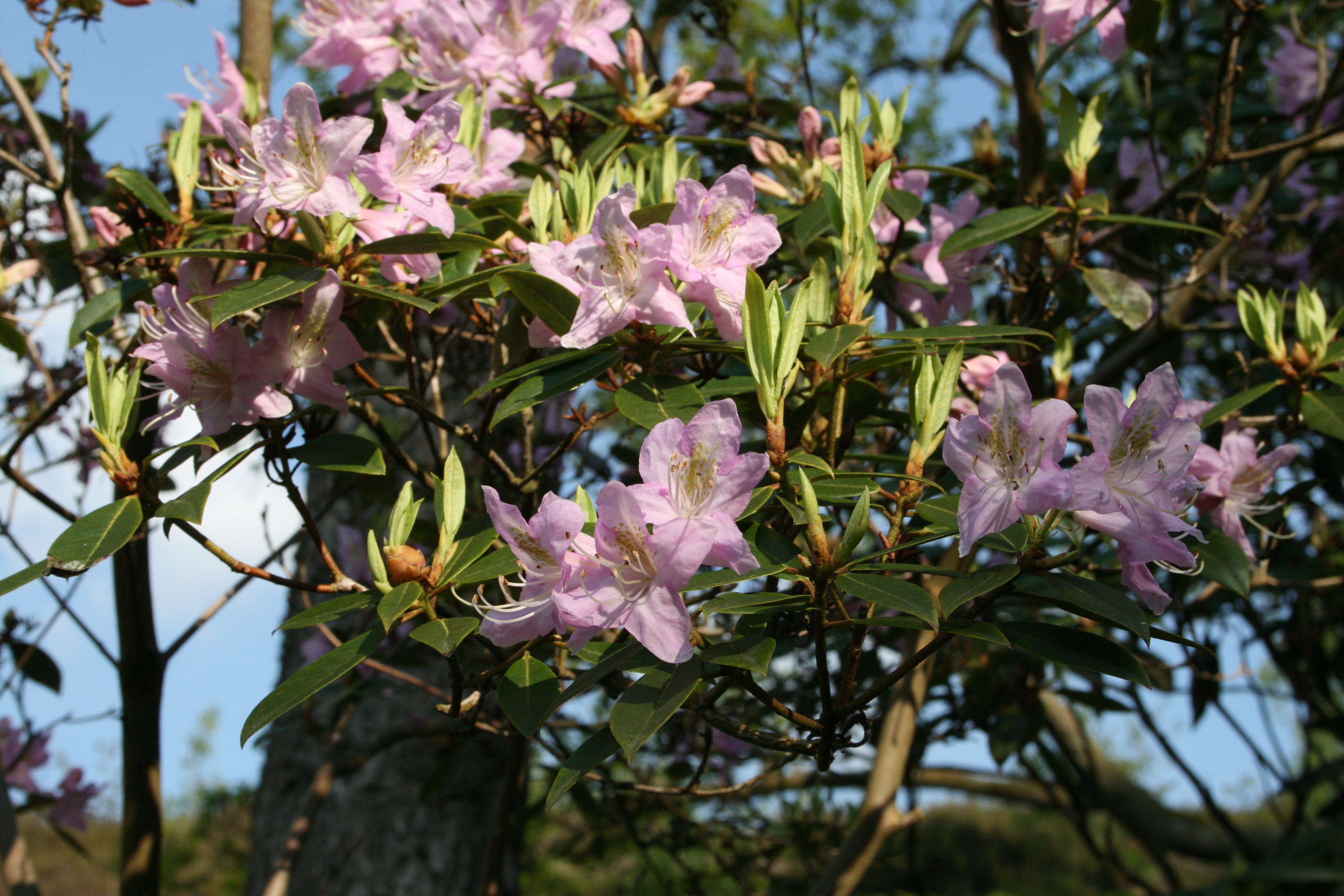